# Simulium tarsatum
Simulium tarsatum är en tvåvingeart som beskrevs av Macquart 1846. Simulium tarsatum ingår i släktet Simulium och familjen knott.
Artens utbredningsområde är Colombia. Inga underarter finns listade i Catalogue of Life.